# Legalitätsprinzip (Strafrecht)
Das Legalitätsprinzip ist in Deutschland die Verpflichtung der Strafverfolgungsbehörde (Staatsanwaltschaft, Polizei, Zoll und Steuerfahndung), ein Ermittlungsverfahren zu eröffnen, wenn sie eine den Anfangsverdacht rechtfertigende zureichende Kenntnis von einer (möglichen) Straftat erlangt hat (§ 152 Abs. 2, § 160, § 163 StPO; § 386 AO). Teil des Legalitätsprinzips ist die zwingende Verfolgung von Offizialdelikten durch die Staatsanwaltschaften.

## Geschichte
Der Grundsatz des Legalitätsprinzips wurde im 19. Jahrhundert entwickelt. Seit etwa 1860 wird es verlangt und ist – mit verschiedenen Ausnahmen – seit 1877 gesetzlich fixiert. Bis zu diesem Zeitpunkt galt das Opportunitätsprinzip grundsätzlich.

## Verfahren
Nach der Rechtslage in Deutschland ist der Ermessenspielraum der Polizei im Falle einer Anzeigeerstattung, die auch anonym erfolgen kann, auf Null reduziert. Sie ist auch dann zur Anzeigeerstattung verpflichtet, wenn der betreffende Sachverhalt zum Teil auch Antragsdelikte zum Gegenstand hat oder der Verdächtige offenkundig schuldunfähig ist. Mit dem Beginn der Ermittlungen wird ein Strafverfahren gegen den Beschuldigten auf den Weg gebracht. Der Verdächtige wird damit begrifflich zum Beschuldigten. Sofern eine Verurteilung des Beschuldigten überwiegend wahrscheinlich ist, ist Anklage zu erheben. Der Grundsatz In dubio pro duriore ‚im Zweifel für das Härtere‘ verwehrt hierbei der Staatsanwaltschaft, juristische Streitfragen selbst zu entscheiden, und verpflichtet sie, im Zweifel nach der härteren (durior) Auslegung anzuklagen. Mit Anklageerhebung wird der Beschuldigte begrifflich zum Angeschuldigten. Nach Zulassung der Anklage durch das Gericht wird der Angeschuldigte begrifflich zum Angeklagten. Das Legalitätsprinzip wird verfassungsrechtlich durch den Gleichheitsgrundsatz nach Artikel 3 des Grundgesetzes für die Bundesrepublik Deutschland (Art. 3 Abs. 1 GG) vorgegeben.

## Verfahrensrechte des Anzeigeerstatters
Das Legalitätsprinzip wird nach deutschem Recht rechtlich materiell durch den Straftatbestand der Strafvereitelung im Amt (§ 258a StGB) und prozessual durch die Möglichkeit eines Klageerzwingungsverfahrens (§ 172 StPO) gestützt. Der Anzeigeerstatter kann auch, sofern er zugleich Verletzter ist, ein Ermittlungserzwingungsverfahren betreiben. Er hat zudem in manchen Fällen, zum Beispiel bei Straftaten von Amtsträgern, einen Rechtsanspruch auf Strafverfolgung. Dies findet seine Grundlage in der Tennessee-Eisenberg-Entscheidung des Bundesverfassungsgerichts vom 26. Juni 2014, welche in bestimmten Fallgruppen einen Anspruch auf förmliche Einleitung eines Ermittlungsverfahrens gegen den Beschuldigten durch die zuständige Staatsanwaltschaft vorsieht.

## Durchbrechung
Durchbrochen wird das Legalitätsprinzip durch das Opportunitätsprinzip. Eine Vielzahl von Gründen für eine Einstellung des Verfahrens nach dem Opportunitätsprinzip enthalten die §§ 153 ff StPO. Besteht zum Beispiel nur eine geringe Schuld (Geringfügigkeit der Schuld, § 153a StPO) oder sind weitere schwerer wiegende Straftaten zu verfolgen (§ 154 StPO), so kann die Staatsanwaltschaft das Verfahren gegebenenfalls insoweit einstellen. Da aber der Polizei dieses Opportunitätsprinzip gerade eben nicht zusteht, ist diese verpflichtet, bereits beim bloßen Verdacht einer Straftat ein Ermittlungsverfahren einzuleiten. Selbst das Wissen um eine mit an Sicherheit grenzende spätere Einstellung dieses Verfahrens (zum Beispiel Vergehen nach dem Betäubungsmittelgesetz zum Eigenkonsum) führt nicht dazu, dass auf die Anzeige verzichtet werden darf. Darüber hinaus werden Antragsdelikte in der Regel nur auf Strafantrag des Antragsberechtigten verfolgt (§§ 77 ff StGB).

## Umsetzung in der Praxis
Der Publizist Jürgen Roth bemängelte, dass einige Staatsanwaltschaften heutzutage derart überlastet und unterfinanziert sind, dass zumindest bei „kleineren“ Straftaten häufig überhaupt keine Ermittlungen mehr stattfinden oder aber sich der Aufwand nur darauf beschränkt, Gründe für eine Einstellung des Verfahrens zu finden. Dadurch werde das Legalitätsprinzip zur bloßen Farce und fast vollständig dem Opportunitätsprinzip geopfert.

## Steuerrecht
Aus dem Gleichheitsgrundsatz heraus sind auch die Finanzbehörden verpflichtet nach dem Legalitätsprinzip zu handeln. Die Steuern sind gemäß § 85 AO gleichmäßig festzusetzen und sämtliche Umstände zur Ermittlung der korrekten Steuerhöhe zusammenzutragen. Das Opportunitätsprinzip nach § 191 AO gilt nur eingeschränkt.